# Vladimir Yakovlev
Pour les articles homonymes, voir Iakovlev.
Ne doit pas être confondu avec Vladimir Yakovlev (général).
Vladimir Anatolievitch Yakovlev (Владимир Анатолевич Яковлев), né le 25 novembre 1944 à Oliokminsk dans la république socialiste soviétique autonome iakoute, est un homme politique russe, ancien gouverneur de Saint-Pétersbourg, jusqu'en 2003.

## Biographie
- 1969 : entre au PCUS, parti communiste d'U.R.S.S..
- 1973 : termine l'institut polytechnique de Léningrad.
- 1987 : entre dans l'administration de la municipalité de Léningrad.
- 1993 : vice-maire de Saint-Pétersbourg (ex-Léningrad).
- 1994 : 1er vice-maire de Saint-Pétersbourg.
- 1996, 2 juin : élu gouverneur de Saint-Pétersbourg (47,5 % des voix contre 45,8 % à Anatoly Sobtchak).
- 2000 : réélu au premier tour en tant que gouverneur de Saint-Pétersbourg.
- 2003 : entre au gouvernement en tant que ministre du transport, laissant la place à Valentina Matvienko au poste de gouverneur de Saint-Pétersbourg.
- 24 février 2004 : démissionne du ministère.
- 9 mars 2004 : est nommé représentant du président Vladimir Poutine dans le district fédéral du Sud, alors que des vagues d'attentats frappent cette région. Il est démissionné après l'affaire tragique de Beslan.
- 14 septembre 2004 au 24 septembre 2007 : ministre du développement régional.

Il se retire ensuite de la vie politique. Il a été marié avec Irina Ivanovna Iakovleva (décédée le 23 novembre 2014) et a un fils Igor né en 1970.
Peu populaire à la fin de son mandat de gouverneur, il a été accusé d'être trop proche des siloviki et d'avoir trahi Anatoly Sobtchak.